# Wilhelm Bleek
Wilhelm Heinrich Immanuel Bleek (8 de marzo de 1827 - 17 de agosto de 1875 ) fue un lingüista,  folclorista y antropólogo alemán. Su obra incluye gramáticas comparadas: A Comparative Grammar of South African Languages y su mayor proyecto ejecutado conjuntamente con Lucy Lloyd: The Bleek and Lloyd Archive of xam and !kun texts. Fue el primero en identificar y dar nombre al mayor complejo lingüístico de África al que llamó bantú.

## Biografía
Wilhelm Heinrich Immanuel Bleek nace en Berlín, en el reinado de Prusia, el 8 de marzo de 1827. Hijo mayor de Friedrich Bleek, Profesor de Teología en la Universidad de Berlín y luego en la de Bonn, y de Augusta Charlotte Marianne Henriette Sethe. Se gradúa de la Universidad de Bonn en 1851 con un doctorado en lingüística, y luego de un periodo en Berlín donde estudia hebreo y donde se interesará en los idiomas africanos. La tesis de Bleek configuró un intento de enlazar las lenguas norteafricanas con la de los hotentotes Khoikhoi (y de donde luego se llamarían lenguas hotentotes) – la hipótesis de que en una época todas las lenguas africanas estaban conectadas.  Luego de graduarse en Bonn, Bleek retorna a Berlín y trabaja con el zoólogo Dr. Wilhelm K H Peters, editando vocabularios de los idiomas del Este africano. Su interés en las lenguas africanas se incrementó durante 1852 y 1853 aprendiendo árabe egipcio del Profesor Karl Richard Lepsius, con quien se encuentra en Berlín en 1852.
Bleek gana por oposición se lingüista oficial del Dr. William Balfour Baikie en la Expedición al Níger de Tshadda  en 1854. Se enferma de una fiebre tropical, y se ve forzado a retornar a Inglaterra donde se encuentra con George Grey y con John William Colenso, el obispo anglicano de Natal, quien lo invita a unirse a él en Natal en 1855 para ayudarlo a compilar una gramática Zulú. Completa el proyecto de Colenso, y Bleek viaja a Ciudad del Cabo en 1856 para ser intérprete oficial de sir George Grey, y también a catalogar su biblioteca privada. Grey tenía intereses filológicos y fue supervisor de Bleek durante su tiempo como Gobernador de El Cabo. Los dos tuieron buenas relaciones profesionales y personales basada en admiración mutua. Bleek era ampliamente respetado como filólogo, particularmente en El Cabo. Mientras trabajó con Grey, continuó con sus investigaciones filológicas y contribuyó con varias publicaciones durante fines de los 1850s. Bleek obtuvo ejemplos de la literatura africana de misioneros y viajeros, como el Rev. W. Kronlein quien proveyó a Bleek con textos de la nación Namaqua en 1861.
En 1859 retorna brevemente a Europa en un esfuerzo de mejorar su pobre salud pero retorna a El Cabo y sigue en sus estudios.  En 1861 Bleek se encuentra con la que sería su futura mujer, Jemima Lloyd, en una casa vecina  (yendo con Mrs. Roesch), mientras esperaba por un pasaje a Inglaterra, y comenzaron una relación a través de correspondencia. Ella retorna a El Cabo desde Inglaterra al año siguiente.
Bleek se casa con Jemima Lloyd el 22 de noviembre de 1862. Los Bleeks-lloyd primero vivieron en "The Hill" en Mowbray y se mudaron en 1875 al "Barrio Charlton House". La hermana de Jemima, Lucy Lloyd, se les unió en 1862.
Cuando Grey es comisionado Gobernador de Nueva Zelanda,  presentó sus colecciones a la "Biblioteca Pública Sudafricana" a condición de que Bleek fuese curador,  posición que ocupará desde 1862 hasta su deceso en 1875.  Adicionalmente a ese trabajo, Bleek lograba ganarse la vida escribiendo regularmente para Het Volksblad a través de 1860s y publicando su primera parte de su A Comparative Grammar of South African Languages en Londres en 1862.  La segunda parte fue también publicado en Londres en 1869 con su primer capítulo apareciendo en forma manuscrita en El Cabo en 1865. Desafortunadamente, mucho de su vida Bleek en El Cabo, así como después a Lucy Lloyd, fue caracterizado por extremas dificultades financieras, haciendo sus estudios aún más difíciles.

### NaciónSan
Su primer contacto con los san fue con prisioneros en Robben Island, en "Cape Town Gaol" y en "House of Correction", en 1857. Condujo entrevistas con unos pocos de los prisioneros, que luego usó en posteriores publicaciones. Todos ellos provenían de las regiones de Burgersdorp y de Colesberg, y con variaciones de un similar idioma 'san'. Bleek fue particularmente entendido en aprender más acerca del idioma san, y haciendo comparaciones con ejemplos de su vocabulario anotado previamente por Lichtenstein y obtenido de misioneros a fines del siglo XIX.
En 1863 el Magistrado Residente Louis Anthing introduce a Bleek como el primer intérpete de Xam. Obtuvo tres hombres de El Cabo del Distrito Kenhardt, que habían atacado a granjeros, y cuyo juicio fue perdonado por el Ministerio Público. En 1866 dos prisioneros san de Achterveldt, cerca de Calvinia fueron transferidos de la Prisión Breakwater a la de El Cabo, haciendo más fácil para Bleek el encontrarse con ellos. Con su ayuda, Bleek compila una lista de términos y sentencias y un vocabulario alfabético; donde muchas de esas palabras y sentencias provenían de Adam Kleinhardt (ver Bleek I-1, UCT A1.4.1).
En 1870 Bleek y Lloyd, trabajanod juntos en el proyecto de aprender idioma san y registrar narrativas personales y de folclore, obteniendo la presencia de un grupo de 28 prisioneros Xam (san del centro interior de África sureña) en la "Breakwater Convict Station" y recibiendo permiso para relocalizar un prisionero en su casa de Mowbray con el objeto de aprender su idioma. El capellán del presidio, el Rev. Fisk, estuvo a cargo de la selección de ese individuo – un joven llamado |a!kunta. Pero por su juventud, |a!kunta no estaba familiarizado con muchas de las acciones folclóricas y entonces lo acompañó uno mayor ||kabbo. ||kabbo resultó para Bleek y para Lloyd el primer y real maestro,  título al que más tarde se lo llamó. Con el tiempo, los miembros de la familia de ||kabbo y otras familias vivieron con Bleek y con Lloyd en Mowbray. Muchos de los hablantes del |Xam fueron entrevistados por Bleek y Lloyd y relacionados unos con otros. Bleek y Lloyd aprendieron y describieron su lenguaje, primero como listas de palabras y frases y luego como historias y narrativas acerca de sus vidas, historia, folclore, creencias,  costumbres.
Bleek, con Lloyd, hicieron esfuerzos para registrar toda la información antropológica y etnográfica posible. Eso incluía genealogías, lugares de origen, costumbres y la vida diaria de los informantes. Fotografías y mediciones (algunas especificadas por el proyecto global etnográfico de Thomas Huxley, ver Godby 1996) también se tomaron de sus informantes en acuerdo con las normas de estudios científicos de la época en esos campos. Y también se pintaron retratos íntimos y personales para los maestros de Xam.
Aunque Bleek y Lloyd entrevistaron a otros individuos durante 1875 y 1876 (Lloyd siguió sola luego del deceso de Bleek), mucho de su tiempo lo gasta entrevistando solo a seis individuos |xam . Bleek escribió una serie de reportes sobre el lenguaje, literatura, folclore, de los hablantes |xam, que él envió a la Secretaría de El Cabo para Asuntos Nativos. Así fue lo primero en intentar obtener fondos para continuar con sus estudios y luego con el Gobierno Colonial de su Majestad para preservar el folclore san como importante parte de la herencia nacional de tradiciones. En esa intentona Bleek seguramente se influenció por Louis Anthing.

### Deceso
Bleek fallece en Mowbray el 17 de agosto de 1875, a los 48, y fue sepultado en Wynberg, el Cementerio Anglicano en El Cabo con sus dos hijos infantes, que habían fallecido antes. Toda su importante obra registrada del idioma |Xam y de su literatura fue continuada y expandida por Lucy Lloyd, enteramente ayudada por la esposa Jemima. En su obituario en "South African Mail" del 25 de agosto de 1875, fue laudado en los siguientes términos: 'Como un filólogo comparativo entendió en el más espléndido rango, y como investigador y autoridad en los idiomas de Sudáfrica, y lo fue sin arbitraje.